# 熊浹
熊浹（1468年—1554年），字悅之，號北原、北源，江西南昌府南昌縣人，明朝政治人物，正德甲戌進士。嘉靖年間官至吏部尚書。

## 生平
正德二年（1507年）丁卯科江西鄉試舉人，正德九年（1514年）甲戌科進士，授禮科給事中。寧王朱宸濠將謀反，熊浹與御史熊蘭草擬奏疏，交予御史蕭淮上奏，朱宸濠只得倉促舉事，埋下敗因。此後，熊浹奉命審核松潘邊餉。副總兵張傑倚仗江彬勢力，受賄上萬，并誘殺熟番千人。之後又嘗率家眾攔截攻擊副使胡澧。當地巡撫、按察使不敢進言。熊浹抵達後舉報其事，張傑遂被罷官。
明世宗繼位後，廷臣為大禮議之事爭論不息。熊浹上疏支持世宗立生父為皇考。嘉靖元年（1522年）其由刑科右給事中出任為河南參議。遇喪歸鄉。嘉靖六年（1527年）守喪期滿後歸朝，召修《明倫大典》，破格提拔為右僉都御史，協理都察院事。嘉靖七年（1528年）四月升大理寺卿，不久又升右副都御史。《明倫大典》書成後，轉左副都御史。嘉靖八年（1529年）二月升右都御史，掌管都察院事。
京師有民張福起訴同鄉張柱殺害張福母親，東廠介入後，刑部定張柱死罪。張柱不服，張福的姐姐亦哭着報官，稱母親是張福所殺，而其相鄰也都作證。世宗下詔刑部郎中魏應召復查，改判張福之罪。東廠上奏法司妄斷人罪，世宗大怒，將魏應召投入詔獄。熊浹仍然堅持魏應召的主張，世宗大怒，將熊浹免職。工科給事中陸粲、劉希簡上疏勸阻，均被逮捕入詔獄。刑部左侍郎許讚又改張柱為死罪，魏應召與鄉人等充軍，張福姊授杖刑一百下，人們都認為是冤案。當時，因為世宗忌諱孝宗、武宗的妻家，張柱其實為明武宗皇后夏氏的僕人，所以世宗定要置之於死地。
熊浹家居十年。世宗巡視承天府期間，與近臣談論舊人，提到熊浹，於是召為南京禮部尚書，改南京兵部尚書，參贊機務。嘉靖二十一年（1542年）召為兵部尚書，掌管都察院事。嘉靖二十三年（1544年），代替許讚為吏部尚書。當時，世宗迷戀仙臺，熊浹上疏稱其為妄謬，招致世宗大怒，但因大禮議事，不予追究。六年後二品滿，加太子太保，因事奪俸。熊浹深知世宗之意，遂借病請求歸鄉。世宗大怒，遂貶其為民。十年後，熊浹去世。隆慶元年（1567年）恢復官職，并賜予祭葬，諡恭肅。

## 延伸阅读
[在维基数据编辑]
 《國朝獻徵錄·卷之二十五》，出自焦竑《國朝獻徵錄》
 《明史卷一百九十七》，出自《明史》

| 官衔        | 官衔                       | 官衔        |
| ----------- | -------------------------- | ----------- |
| 前任： 許讚 | 明朝吏部尚書 1544年-1545年 | 繼任： 唐龍 |